# Bolbocerosoma mexicanum
Bolbocerosoma mexicanum is een keversoort uit de familie cognackevers (Bolboceratidae). De wetenschappelijke naam van de soort werd in 2005 gepubliceerd door Henry Fuller Howden.